# Patrick Crichton-Stuart
Patrick James Herbert Crichton-Stuart (25 août 1794 - 7 septembre 1859), est un homme politique britannique.

## Biographie
Né Patrick Stuart, il est le deuxième fils de John Stuart, Lord Mount Stuart, fils aîné de John Stuart (1er marquis de Bute), fils du premier ministre John Stuart (3e comte de Bute). Sa mère Elizabeth Penelope est la fille et héritière de Patrick McDouall-Crichton, 6e comte de Dumfries , et John Crichton-Stuart (2e marquis de Bute) est son frère aîné. Son père est tué dans un accident d'équitation six mois avant sa naissance et sa mère meurt quand il a trois ans. En 1817, il obtient le rang de fils cadet de marquis et prend le nom de famille de Crichton. L'année suivante, il est élu au Parlement pour Cardiff, succédant à son oncle Evelyn Stuart, siège qu'il occupe jusqu'en 1820 et de nouveau de 1826 à 1832. Entre 1847 et 1859, il est également Lord Lieutenant du Buteshire.
Crichton-Stuart épouse Hannah, fille de William Tighe, député, en 1818. Leur fils James Crichton-Stuart est également député de Cardiff à la Chambre des communes. Crichton-Stuart décède en septembre 1859 à l'âge de 65 ans. Son épouse lui survit treize ans et meurt en juin 1872.